# Bryan Alaphilippe
Pour les articles homonymes, voir Alaphilippe.
Bryan Alaphilippe est un coureur cycliste français né le 17 août 1995 à Saint-Amand Montrond (Cher). Il est le frère cadet de Julian Alaphilippe, champion du monde en 2020 et 2021.

## Biographie
En 2014, il s'est notamment classé 7e de Paris-Mantes-en-Yvelines, ou encore 7e de la 1re étape du Tour du Loir-et-Cher, courses comptant pour l'UCI Europe Tour, sous les couleurs du Guidon chalettois. 
Il fait ses débuts chez les professionnels à 19 ans en 2015, à l'occasion de l'Étoile de Bessèges, se classant 133e de la première étape, et 28e le lendemain. Durant cette saison où il est aussi le plus jeune professionnel du peloton français, il remporte Bordeaux-Saintes, le Circuit des Quatre Cantons et La Gainsbarre. Lors de cette dernière course, il ne se présente pas au contrôle antidopage après sa victoire et est suspendu quatre mois (jusqu'en octobre 2015) pour ce manquement.
En 2017, il remporte la troisième étape du Tour du Portugal, en réglant au sprint un groupe d'une cinquantaine de coureurs.
Il redevient amateur début 2021 au sein de l'Union cycliste Nantes Atlantique puis annonce l'arrêt de sa carrière, le 30 mars, à l'âge de 25 ans. Il reprend la compétition en 2023.

## Palmarès et résultats

### Palmarès sur route
- 2012
  - Champion de la région Centre juniors
- 2013
  - Prix Brame-Benaize
- 2014
  - Prix de Villemandeur
- 2015
  - Bordeaux-Saintes
  - Circuit des Quatre Cantons
  - La Gainsbarre
- 2017
  - 1re étape du Circuit des plages vendéennes
  - 3e étape du Tour du Portugal
- 2019
  - 1re étape de l'Essor breton
  - 4e étape du Tour du Loiret
  - Grand Prix de Luneray
  - 4e étape de la Ronde de l'Oise
  - 2e de Nantes-Segré
- 2021
  - 2e de la Vienne Classic
- 2023
  - Souvenir Michel-Noël[5]
- 2024
  - Souvenir Jacky-Hélion[6]
  - Prix de Mâron-Sassierges[7]

### Classements mondiaux
| Année           | 2014 | 2015   | 2016 | 2017 |
| --------------- | ---- | ------ | ---- | ---- |
| UCI Europe Tour | 899e | 1 023e | 731e | 662e |

### Palmarès en cyclo-cross
- 2013-2014
  - Cyclo-cross de Boulleret-Ménétreau, Boulleret